# Bañados de la Amarga
Bañados de la Amarga är en sumpmark i Argentina.   Den ligger i provinsen Córdoba, i den centrala delen av landet, 500 kilometer väster om huvudstaden Buenos Aires.
Trakten runt Bañados de la Amarga består till största delen av jordbruksmark. Runt Bañados de la Amarga är det mycket glesbefolkat, med 3 invånare per kvadratkilometer.